# Paul Wurster

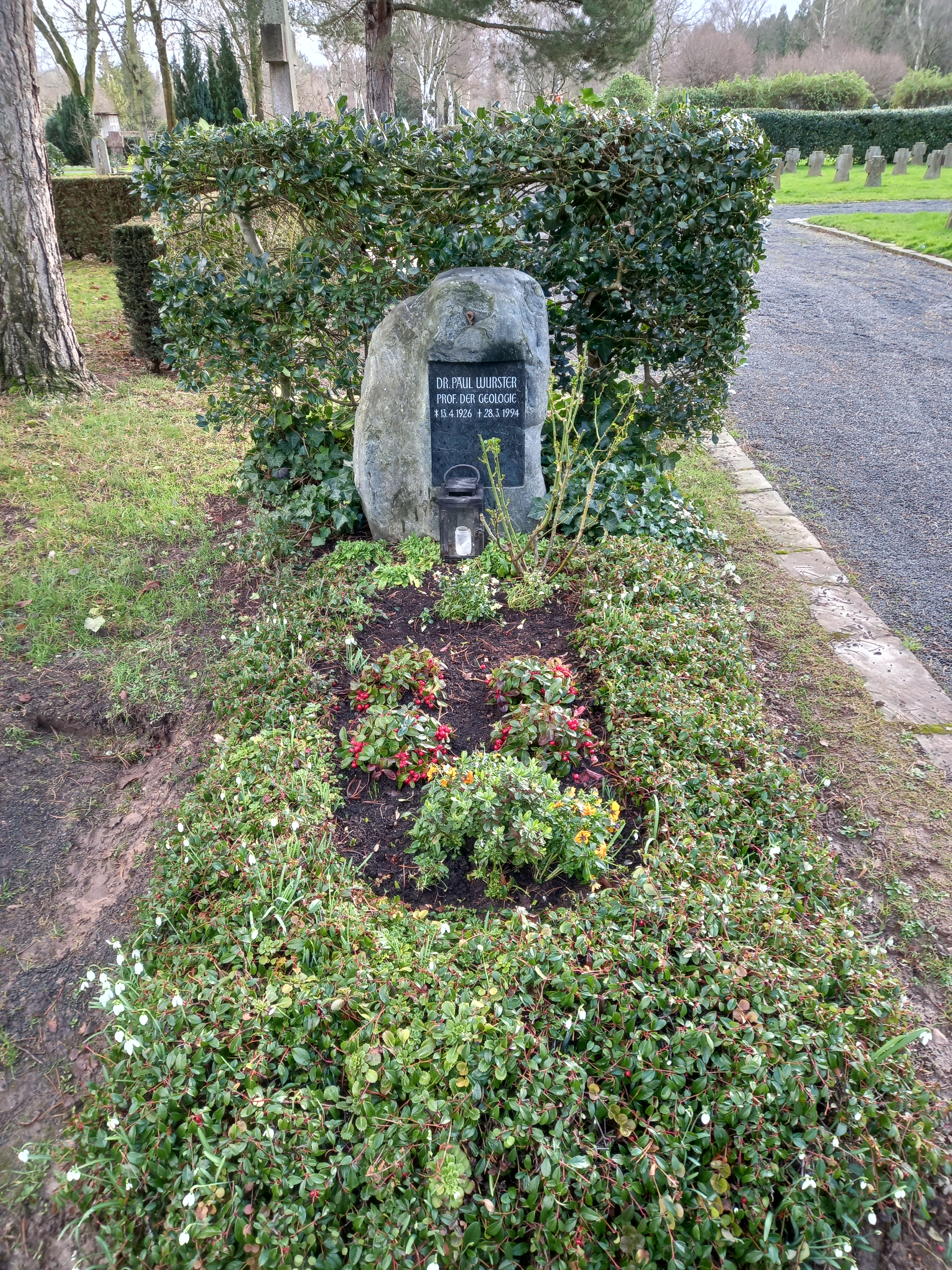
Das Grab von Paul Wurster auf dem Zentralfriedhof Bad Godesberg in Bonn

Paul Wurster (* 13. April 1926 in Pfullingen; † 28. März 1994) war ein deutscher Geologe. Er war Professor und Direktor des Geologischen Instituts der Universität Bonn.

## Leben und Werk
Wurster ging in Tübingen zur Schule und studierte an der Universität Tübingen und in Bonn, wo er 1959 bei Roland Brinkmann promoviert wurde mit einer Arbeit über die Erfassung von Kreuzschicht-Gefüge. Danach war er am Geologischen Institut der Universität Hamburg, wo er sich 1964 habilitierte (Geologie des Schilfsandsteins) und Privatdozent wurde. Ab 1964 war er an der Universität München (wo er 1966 wissenschaftlicher Rat wurde) und ab 1968 ordentlicher Professor in Bonn. 1991 emeritierte er.
Wurster wurde besonders bekannt durch seine Monographie über den Schilfsandstein des mittleren Keuper (seiner Habilitation). Er wies eine Aufschüttung als Flachwassersediment aus einem Delta aus dem Norden nach, im Gegensatz zu früheren Transportrichtungen etwa im Buntsandstein-Zeitalter. In Vorbereitung dazu untersuchte er in seiner Dissertation die Messung von Kreuzschicht-Gefügen mit der Möglichkeit, Gezeiteneinwirkung und Bildung in Flüssen zu unterscheiden. Er untersuchte auch die Ringdünen-Bildung in der Umgebung des Laacher Vulkans in der Eifel und wies vulkanische Bildung nach.
1964 erhielt er den Hermann-Credner-Preis und 1988 die Hans-Stille-Medaille. 

## Schriften
- Geologie des Schilfsandsteins, Mitt. Geolog. Staatsinstitut Hamburg, Band 33, 1964, Text- und Atlasband (Habilitation von Wurster in Hamburg)
- Krustenbewegungen, Meeresspiegelschwankungen und Klimaänderungen der deutschen Trias, Geologische Rundschau, Band 54, 1964, S. 224–240
- Geometrie und Geologie von Kreuzschichtungskörpern, Geologische Rundschau, Band 47, 1958, S. 322–359 (aus der Dissertation entstanden)
- mit Johannes Stets Zur Strukturgeschichte des Hohen Atlas in Marokko, Geologische Rundschau, Band 70, 1981, S. 801–841
- Zeichnungen zur Geologie Europas, Herausgeber Wilhelm Meyer, Ella Wurster, Wiehl:Galunder 1997
- Morphologische Wirkungen der Sturmflut vom 17. Februar 1962 im Hamburger Raum, Die Natur, Band 9, 1962, S. 157–171
- Delta sedimentation in the German Keuper basin, in Lambertus Marius Joannes Ursinus Straaten (Herausgeber) Deltaic and shallow marine sediments, Elsevier 1964